# トランドール

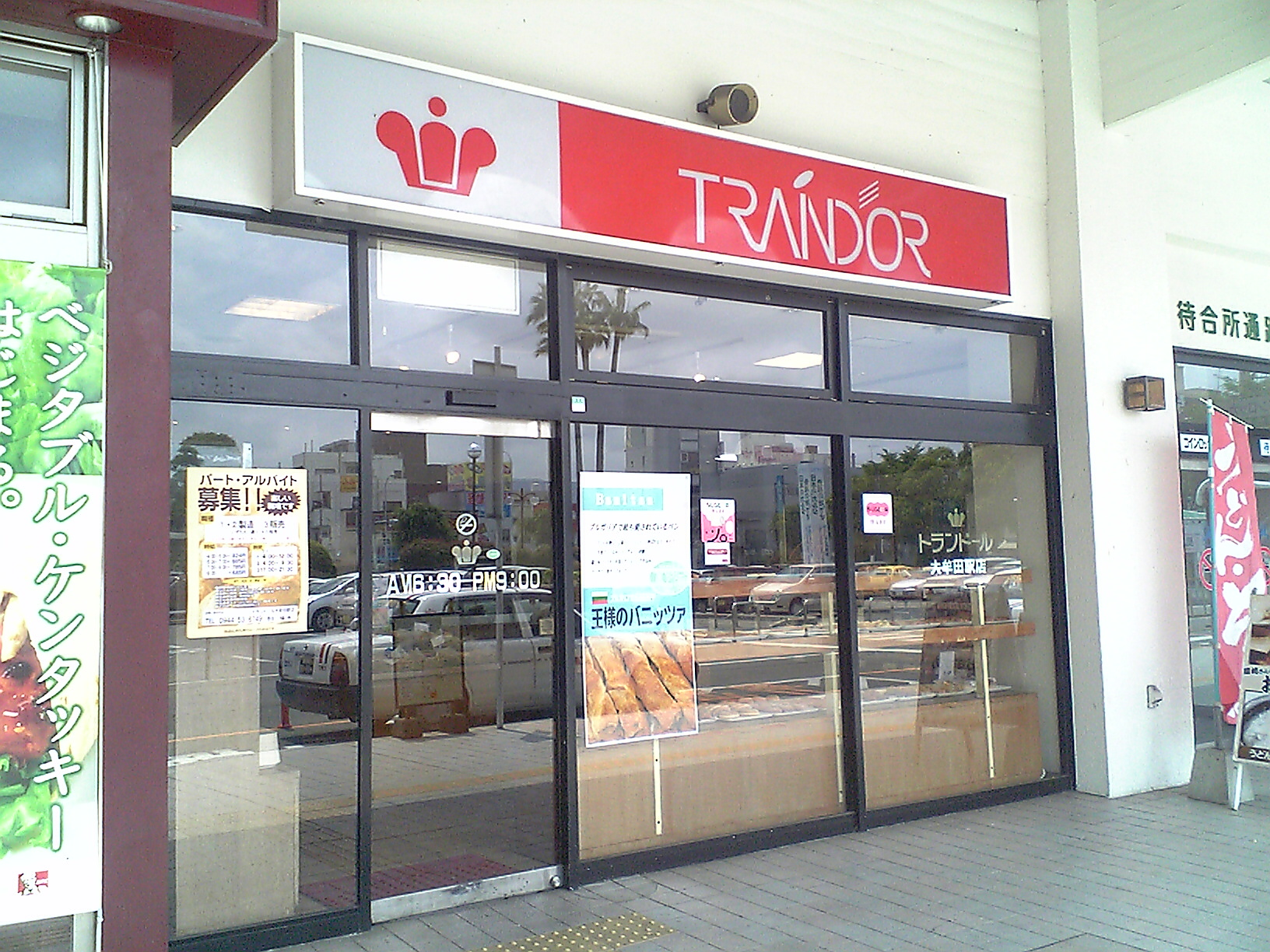
トランドール大牟田駅店
閉店したため、現存しない。

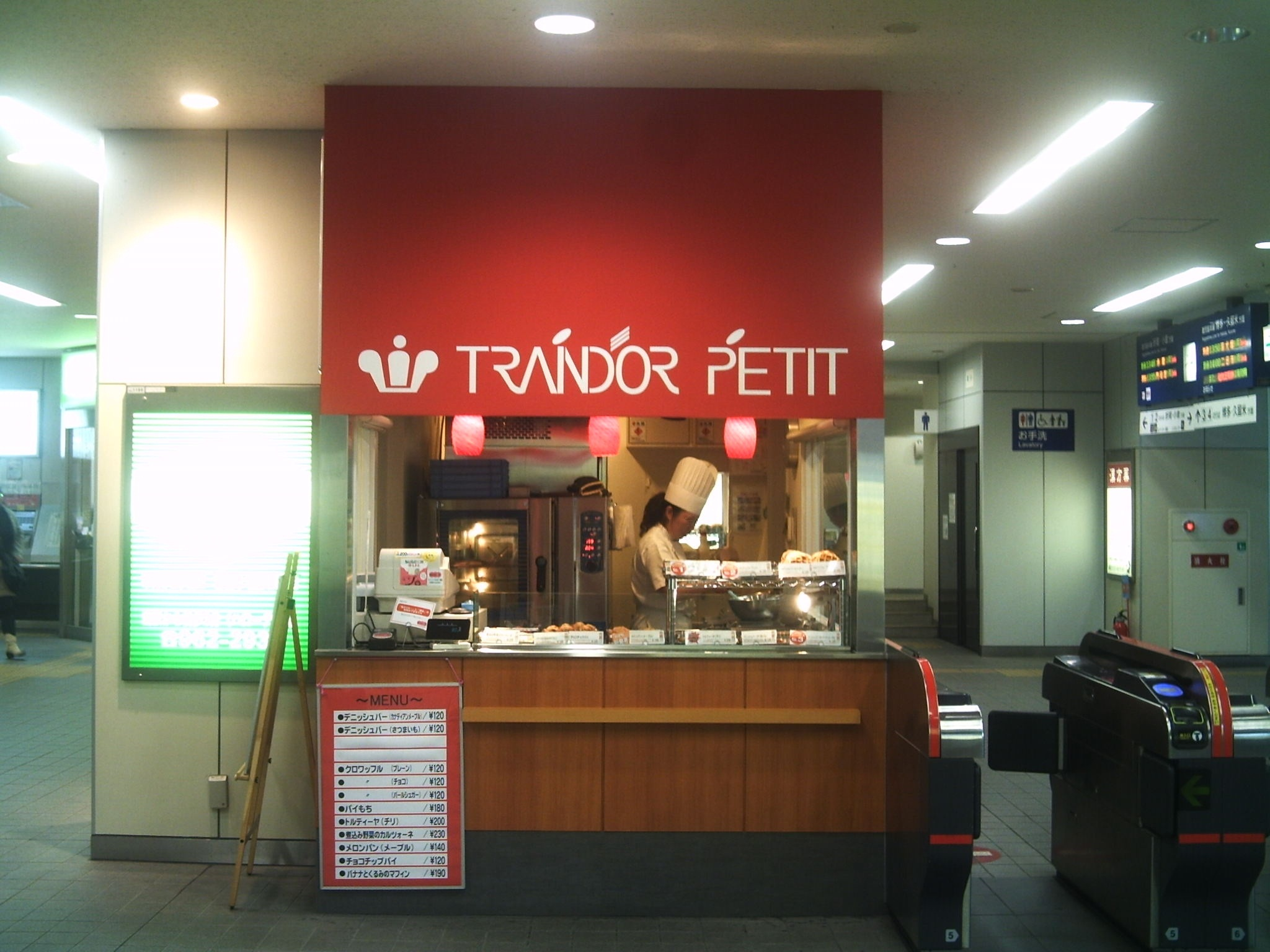
トランドール・プチ福工大前駅店

株式会社トランドールは、福岡市東区千早4丁目92-24に本社を置くベーカリーチェーンである。タカキベーカリーの完全子会社。

## 概要
九州旅客鉄道（JR九州）とタカキベーカリー（アンデルセングループ）の共同出資により設立。タカキベーカリーより生地の提供を受け、各店舗で成型・焼成を行うスタイル。冷凍生地ではあるが、サンエトワール（山崎製パン系列）と違い、成型は各店で行っている。毎月5～6品の新商品が発売されている。
JR九州グループということもありJR九州の駅構内への出店が多かったが、2016年頃から駅構内店舗の閉店が相次ぎ、2017年8月時点で駅構内・駅ビル内店舗と駅以外にある店舗の数が同数になる。
2023年5月1日付けで「トランドール」の新旧分離と、事業を譲受する新設子会社の全株式をJR九州からタカキベーカリーへ譲渡。旧会社は「JR九州トランドール」として存続し、2023年7月に清算の見込み。

## 店舗展開
主に以下の2業態で店舗を展開する。店舗一覧は公式サイト内店舗案内を参照。
トランドール、トランドール・プチ
駅構内型店舗。駅舎内または駅ビル内に立地する。「トランドール」(Train d'Or) はフランス語で「黄金の列車」を意味する。
店舗自体は減少傾向にあり、鹿児島県・宮崎県を除く九州本土5県に12店舗（2023年現在）を展開。トランドール・プチはすべて閉店した。
鳥栖駅店（佐賀県鳥栖市）はJリーグ・サガン鳥栖とのコラボレーション店舗で、サガン鳥栖オフィシャルショップを併設する。
グレンドール、グレンドールプラス
ショッピングセンター・スーパーマーケット内店舗内店舗。「グレンドール」(Grain d'Or) はフランス語で「黄金の穀物」を意味する。
5店舗のうち3店舗がゆめタウン内に展開。1店舗は九州外（山口県下関市）の店舗があったが閉店している。10店舗が閉店している。グレンドールプラスは、六本松421店のみ。
ランジュドール
グレンドールのうち、デパート内に出店していた店舗を業態転換したもの。「ランジュドール」(L'Ange d'Or) は、フランス語で「黄金の天使」を意味する。
岩田屋久留米店（福岡県久留米市）の1店舗があったが閉店している。
このほか、ながさき食べんばLabo.を長崎駅構内にて運営している。
かつて、きりしま国分山形屋内には、ミニクロワッサン専門店「モンラパン」、アミュプラザ博多内にサンドウィッチを専門に扱ったサンアンドベジ、グレンドールのうち、岩田屋久留米店に出店していた店舗を業態転換した「ランジュドール」があったが、いずれも閉店している。